# Conservatorio de Música de Montreal
El Conservatorio de Música de Montreal (en francés: Conservatoire de musique de Montréal)  es un conservatorio de música con sede en Montreal, en la provincia de Quebec, al este de Canadá. Además de la región de Montreal, la escuela atiende a todas las regiones de Quebec, y atrae a muchos estudiantes de ciudades como Granby, Joliette, St-Jean, St-Jérôme, Sherbrooke, y Salaberry-de-Valleyfield entre otras. Fundado por el gobierno de Quebec en 1943, se convirtió en la primera institución de la música norteamericana de educación superior totalmente subvencionada por el estado.